# Marek Dobosz
Marek Andrzej Dobosz – polski chirurg, profesor nauk medycznych.

## Życiorys
W 1983 r. ukończył studia lekarskie w Akademii Medycznej w Gdańsku, w 1992  r. obronił pracę doktorską, w 1998 r. habilitował się na podstawie pracy zatytułowanej Wpływ tlenku azotu, heparyny i prokainy na zaburzenia mikrokrążenia w doświadczalnym ceruleinowym ostrym zapaleniu trzustki. W 2006 r. uzyskał tytuł profesora nauk medycznych.
Został pracownikiem naukowym na Gdańskim Uniwersytecie Medycznym, oraz należy do Rady Dyscypliny Naukowej - Nauk o Zdrowiu GUMed.